# Spielkultur
Der Begriff Spielkultur kennzeichnet die Gesamtheit des Spielguts und die Art und Weise mit ihm umzugehen. Er umfasst sämtliche das Spiel und das Spielen betreffende  zivilisatorischen oder persönlichen Errungenschaften. Als Qualitätsaussage markiert er auch das Spielniveau einer Gesellschaft, bestimmter menschlicher Gruppierungen und Einzelpersonen.

## Begriff
In Kombination mit dem Wort „Kultur“ (aus lateinisch cultura, „Bebauung, Bearbeitung, Bestellung, Pflege“), das neben der Landschaftspflege seit dem 17. Jahrhundert auch die „Pflege der geistigen Güter“, der Geisteskultur beinhaltet, umfasst ‚Spielkultur’ die Gesamtheit dessen, was eine Gesellschaft als Ganzes, ein Gesellschaftsbereich oder auch einzelne Spielende an Wertvollem im Spielbereich selbstgestaltend hervorgebracht und zur praktischen Verfügung haben. Hierzu gehören etwa der Reichtum an Spielgut, die Techniken, mit ihm umzugehen, aber auch die Reflexion über das Spiel und die Erforschung der mit ihm gegebenen Möglichkeiten, das Nachdenken über seine Wurzeln und seine Sinnhaltigkeit sowie seine Bedeutung für das Leben des Einzelnen und seiner sozialen Umgebung.

## Entwicklung
Die Spielwissenschaft unterscheidet unterschiedliche Niveaus der Spielkultur. So beschränkt sich das Spielniveau des Kleinkinds noch auf einfache Spielabläufe, etwa das Funktionsspiel, und entwickelt erst zunehmend über das Symbolspiel und das Regelspiel anspruchsvollere Spielformen. Jugendliche können bereits eine gehobene Spielkultur entwickeln, die sich etwa durch die Fülle und den Anspruch des Spielguts, durch die Reife des Regelwerks, Variabilität, Kreativität und Fairness im Spielbetrieb auszeichnet. Ähnliche Entwicklungen lassen sich  bei den Spielkulturen der verschiedenen Völker und Gesellschaften beobachten. Sie entsprechen nicht unbedingt dem sonstigen Status als vorindustrieller Naturgesellschaft oder zivilisatorischer Hochkultur. So ist gerade in den sogenannten Hochkulturen etwa das Wissen um die magischen Hintergründe des Spiels, seine Symbolik und gesellschaftliche Bedeutung meist vergessen, das Entdecken und Erfinden von Spielen verlernt, Spielgut sehr oft zum bloßen Konsumgut verkommen. In Anbetracht dieser Befunde stellen die Spielwissenschaftler Siegbert A. Warwitz und Anita Rudolf mit Blick auf die Fülle an kommerzialisiertem Spielzeug in den deutschen Kinderzimmern, auf die Überfütterung der heutigen Kinder mit Spielangeboten und den Rückgang des kreativen Spielens die Frage: „Aber hat die Entwicklung einer Spielkultur, die ein bestimmender und prägender Faktor von Kindheit und Jugend ist, damit Schritt gehalten?“
Der Kinderbuchautor Michael Ende hat in seinem 1973 erstmals erschienenem Bestseller „Momo“ mit dem Erleben der Hauptfigur seines Romans eine Antwort versucht: Das bedürfnislose verwaiste Kind Momo war es gewohnt, mit den einfachsten Gegenständen seiner Umwelt wie einer Vogelfeder oder einem bunten Stein und seinen menschlichen Spielgefährten einfallsreiche Dialoge zu führen und fantasievolle Spiele zu gestalten. Als ihm aber „die vollkommene Puppe“ Bibigirl, so groß wie sie selbst, geschenkt wird, die immer nur dieselben Augenaufschläge praktizieren und stereotype Sätze sagen kann, bemerkt sie, was dieser zu einer anspruchsvollen Spielgefährtin, die man liebhaben kann, fehlt, - die offene Dialogfähigkeit und die Chance, Spiele zu gestalten: „Nach einer Weile überkam Momo ein Gefühl, das sie noch nie zuvor empfunden hatte. Und weil es ihr ganz neu war, dauerte es eine Weile, bis sie begriff, dass es die Langeweile war.“
Die heutige Spielkultur wird nach Michael Ende zunehmend von der Spielzeugindustrie und der Tendenz zu technisch aufwendigem, selbstfunktionierendem Spielzeug geprägt. Sie krankt an einer Überschwemmung des Marktes mit Spielgeräten, die man fernsteuern, bedienen und funktionieren lassen, aber zu wenig kreativ beeinflussen kann und einem parallel stattfindenden Abhandenkommen der Spielfähigkeit. Diese Beobachtungen  werden als Indizien für eine Verarmung des Kinderspiels und einen Niedergang der kreativen Spielkultur gesehen, die den Spielenden reichlich Spielzeug und dessen Umgang vorgibt, Eigentätigkeit aber weitestgehend verhindert. Die Auswirkungen dieser Entwicklung kommentiert er im Hinblick auf die Spielkultur in Momos neuem Umfeld: „Vor allem waren alle diese Dinge so vollkommen, bis in jede kleinste Einzelheit hinein, dass man sich dabei selber gar nichts mehr vorzustellen brauchte. So saßen die Kinder oft stundenlang da und schauten gebannt und doch gelangweilt so einem Ding zu, das da herumschnurrte, dahinwackelte oder im Kreis sauste, - aber es fiel ihnen nichts dazu ein.“
Der schleichende Niedergang der heutigen Spielkultur in Richtung einer Kommerzialisierung, Fremdbestimmung und einem übermächtigen öffentlichen Fokus auf dem professionalisierten Sportspiel als passivem Zuschauersport, ist von der Spielwissenschaft längst erkannt, und so sind vor allem im spielpädagogischen Bereich vielfältige Bemühungen um die Rückbesinnung auf den weithin verlorengegangenen tieferen Sinn des Spiels und seine kulturelle Bedeutung zu beobachten. Dabei geht es vor allem um das Wiederentdecken des ursprünglichen, kreativen, selbstbestimmten Spielens, das sich im Tun selbst belohnt und keines großen Aufwands, keiner Bezahlung und keiner Außenbestätigung seines Sinns bedarf.

## Bedeutung
Die hochrangige Spielkultur ist nicht auf eine vordergründige Nutzanwendung fixiert. Sie ist autotelischer Natur, aus sich heraus sinngebend und bereichernd. Sie hat oft magische Wurzeln, was sich noch in der unverfälschten Spielkultur von Kindern und Naturvölkern ablesen lässt. Hochrangige Spielkultur nährt sich aus einer noch begriffenen oder zumindest gefühlten und ausgelebten tiefgründigeren Basis: Der Kulturanthropologe Johan Huizinga sieht eine sehr enge Verbindung zwischen den Phänomenen Spiel und Kultur. Er ordnet dem ursprünglicheren Spiel eine kulturstiftende Funktion zu. Nach seiner Auffassung ist das Spiel nicht nur als ein eigenes Kulturphänomen zu verstehen. Er sieht aus ihr darüber hinaus alle übrigen Kulturprodukte wie die Sprache, die Literatur, die Dichtung, die Musik, die Kunst, die Technik, die Philosophie, die Wissenschaften erwachsen. Schon vor ihm beschrieb der Historiker Friedrich Schiller in seiner Abhandlung zur ästhetischen Erziehung das Spiel als ein Urphänomen, in dem sich das Wesen des Menschen in seiner Identität und seinem kulturellen Schöpfungsprozess widerspiegelt: „Denn, um es endlich auf einmal herauszusagen, der Mensch spielt nur, wo er in voller Bedeutung des Worts Mensch ist, und er ist nur da ganz Mensch, wo er spielt.“
Jeder Mensch und jede Gesellschaft bringt die ihr eigene und sie wesentlich kennzeichnende Spielkultur hervor, und jede Zeit arbeitet dabei mit den ihr zugänglichen technischen Mitteln. Allerdings wird das Spiel auch häufig instrumentalisiert, sei es unter magischen, religiös-rituellen, pädagogischen, psychologischen oder therapeutischen Zielsetzungen.